# Caccothryptus compactus
Caccothryptus compactus är en skalbaggsart som beskrevs av Sharp 1902. Caccothryptus compactus ingår i släktet Caccothryptus och familjen lerstrandbaggar. Inga underarter finns listade i Catalogue of Life.